# Камила Шамзи
Вижте пояснителната страница за други личности с името Камила.
Камила Шамзи (на английски: Kamila Shamsie) е пакистанско-британска писателка, авторка на произведения в жанровете драма и любовен роман.

## Биография и творчество
Камила Шамзи е родена на 13 август 1973 г. в Карачи, Пакистан, в семейството на писателката и журналистката Мунеза Шамзи. Получава бакалавърска степен по творческо писане от Хамилтън Колидж в Клинтън, щат Ню Йорк, и магистърска степен по изкуства от Университета на Масачузетс в Амхърст. Докато е в университета пише първата си книга.
Първият ѝ роман „In the City by the Sea“ (В града до морето) е публикуван през 1998 г. Главният герой Хасан е единадесетгодишен и има щастливо детство, но един ден семейната му вселена е разбита от нещастния и репресиите на военния режим. Романът получава наградата за литература на премиера на Пакистан.
Следващите ѝ романи „Картография“ (2002) и „Ранени думи“ (2005) печелят пакистанската академична награда „Патра Бокари“. В романа си „Ранени думи“ представя историята на младата Асмани, която търси истината за изчезването на майка си, безстрашна активистка и нейният приятел пребит до смърт от правителствените главорези.
През 2007 г. писателката се преселва в Лондон получавайки и британска гражданство. Животът и минава в Лондон и Карачи, а понякога творческо писане в Хамилтън Колидж. Пише и литературна критика за „Гардиън“ и участва в комисии за литературни награди, сред които наградата „Ориндж“. Член е на Кралското литературно общество.
Романът ѝ „Изпепелени сенки“ от 2009 г. засяга темата за последиците от ядрената бомбардировка на Нагазаки, разделението на Индия с Пакистан през 80-те, атентатите от 11 септември 2001 г., и сенките на миналото върху съдбите на две семейства, любовта и предателството, предаността и изкуплението.

## Произведения

### Самостоятелни романи
- In the City by the Sea (1998)
- Salt and Saffron (2000)
- Kartography (2002)
- Broken Verses (2005)
Ранени думи, изд.: ИК „Ера“, София (2010), прев. Емилия Карастойчева
- Burnt Shadows (2009)
Изпепелени сенки, изд.: ИК „Ера“, София (2009), прев. Емилия Карастойчева
- A God in Every Stone (2012)
- Home Fire (2017)

### Новели
- Exquisite Corpse (2013) – с Наоми Алдерман, Стела Дъфи, Джо Дънторн, Стюарт Евърс, Ванеса Геби, Мат Хейг, Алекс Престън, Марсел Терокс и Г. Уилоу Уилсън

### Сборници
- Ox-Tales:Air (2009) – с Диран Адебайо, Берил Бейнбридж, Хелън Филдинг, А. Л. Кенеди, Алегзандър Маккол Смит, Д. Б. Пиер, Викрам Сет, Хелън Симпсън и Луис Уелш
- Road Stories (2012) – с Хана Ал Шейх, Абдулразак Гурна, Ръсел Хобън, Дебора Леви, Иън Синклер, Али Смит, Елинор Том и Клеър Уингфол
- Eight Ghosts (2017) – с Кейт Кланси, Стюарт Евърс, Марк Хадън, Андрю Майкъл Хърли, Сара Пери, Макс Портър и Джанет Уинтърсън

### Документалистика
- Offence (2009)

### Екранизации
- War Letters (2014)